# Rosa achburensis
Rosa achburensis là loài thực vật có hoa trong họ Hoa hồng. Loài này được Chrshan. miêu tả khoa học đầu tiên năm 1952.